# Rete Ferroviaria Italiana
A Rete Ferroviaria Italiana (RFI) é uma empresa italiana totalmente detida pela Ferrovie dello Stato (FS). A RFI é a dona da rede ferroviária da Itália, ele define traçados, prevê sinalização, oferece serviços de manutenção e outros serviços para a rede ferroviária. Ela também opera os navios que transportam os comboios entre a península italiana e a Sicília.